# Diego de Melo Cabral y Gómez
Diego de Melo Cabral y Gómez (Buenos Aires, 25 de julio de 1664) fue un militar y terrateniente argentino y descendiente de algunos de los primeros pobladores de la ciudad.

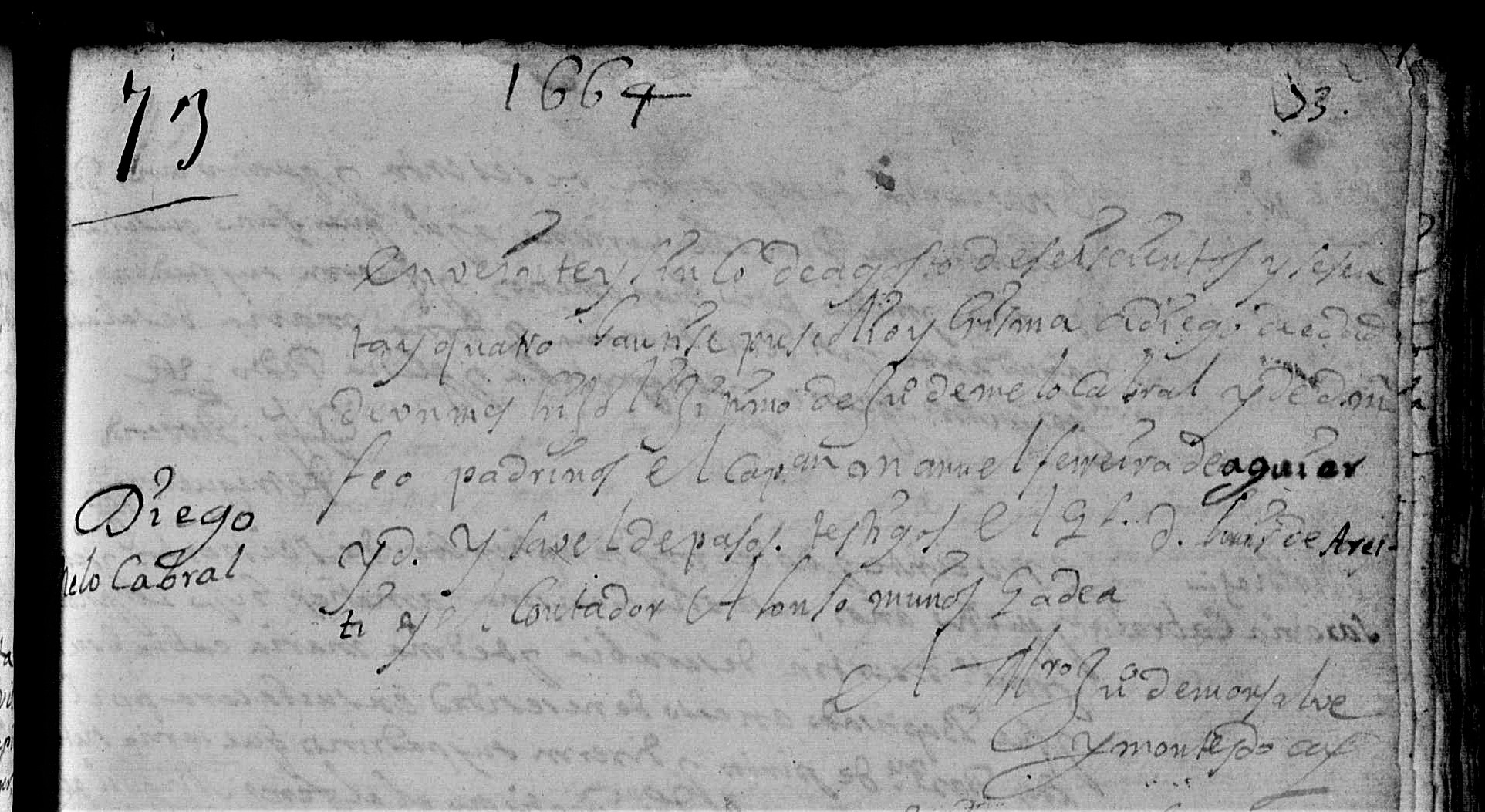
Bautismo de Diego de Melo Cabral

## Biografía
Era hijo de Juan Cabral de Melo y López Alcoholado (1640) y María Feo y Gómez de Saravia (1645). Por parte de su padre, era bisnieto del general Gil Gonçalves de Moura y de Inés Nunhes Cabral. Esta última pertenecía a una familia noble. Entre sus ancestros se encontraba su tatarabuela Doña Beatriz de Meneses, 2.ª condesa de Loulé, noble dama perteneciente a la familia de la Casa Real portuguesa, nieta de Fernando I, duque de Braganza y Joana de Castro. Además, tres de sus cuatro abuelos eran descendientes de los reyes de Portugal y, a través de éstos, de todas las casas reales de Europa.
Don Diego fue empadronado en 1726 a sus 62 años en su estancia de Luján con su familia y cuatro esclavos.
Don Diego de Melo testó por primera vez el 14 de septiembre de 1728, entre sus bienes se cuentan 2.000 varas de tierras de estancia de esta banda del río Luján, donde tenía 1.000 cabezas de ganado vacuno, 300 ovejas, 800 yeguas de cría, 300 mulas, 40 caballos y 12 bueyes.
Este patrimonio lo incrementó años después, pues en su segundo legado de fecha 8 de agosto de 1750, declaró poseer una casa nueva en la ciudad, edificada en un sitio de 17 ½ varas por 70 varas de fondo y 2.700 varas de tierra para estancia en el partido de Luján abajo (hoy Pilar).
Diego murió por el año 1750.

## Matrimonio y descendencia
Diego se casó el 6 de octubre de 1687 en la Iglesia de la Merced, en la ciudad de Buenos Aires, con su prima tercera Magdalena Martín Lozano de Saravia, nacida en 1665. Ambos eran tataranietos de Miguel Gómez de la Puerta Saravia, uno de los macebos de la tierra y fundadores de la ciudad de Buenos Aires. Magdalena era descendiente de Jerónimo Pérez, otro de los vecinos fundadores y encomenderos de la ciudad.
Dejaron amplia descendencia en Buenos Aires.
Tuvieron estos hijos:
1. María (1691),[1] casada en 1708 con el capitán Luis Cordovés Bermúdez y Hurtado de Mendoza (1666),[2] quienes concibieron varios hijos, una de las cuales, María Magdalena (1709)[1] es ascendiente de la reina Máxima de Holanda.[1]
2. Juan Silvestre (1692),[1]
3. Juan (1693)[1]
4. Thomaza (1696).[1] Casada en 1714 con Raimundo Rolón (1690),[2] padres de
  - Tomasa (1714),[1] quien se casó con Lázaro Tapia (1704).[1] Tuvieron al menos siete hijos:
    - Gregoria (1731),[1] casada con Andrés Salguero. Padres de varios hijos, entre ellos, Lorenza Salguero (1750)[2] casada con Joseph Thomas Póveda (1740),[2] quien era nieto del capitán Sebastián de la Póveda,[2] y descendiente de algunos de los primeros habitantes de la ciudad de Buenos Aires, como Francisco Pérez de Burgos,[2] Pedro Rodríguez Flores y Díaz[2] y García Hernández Coronel.[1] Una de las nietas de Joseph Thomas y Lorenza fue María Magdalena Balenzuela (1800)[2] casada con el soldado portugués José Simonis (1788).[2]
    - Pedro Joseph (1732),[1]
    - Ventura (1735),[1]
    - Silvestre (1742),[1]
    - Isabel,[1]
    - Mariano (1745)[1]
    - Juana (1756).[1]

  - Juan Francisco (1715),[1]
  - Gracia (1716),[1]
  - Victoria (1716),[1]
  - Pablo (1723),[1]
  - José Miguel (1724),[1]
  - Luis (1725),[1]
  - Lucía (1726),[1]
  - Martín (1730),[1]
  - Roque (1734).[1]

Años después falleció Magdalena, y entonces Diego se casó en segundas nupcias con María Pérez, con quien tuvo dos hijos: José (1737), y Agustina (1744) que falleció de niña.